# Torneo de las Cinco Naciones 1968
El Torneo de las Cinco Naciones de 1968 fue la 74° edición del principal Torneo del hemisferio norte de rugby.
El campeón del torneo fue la selección de Francia.

## Clasificación
| Lugar | Selección  | Partidos | Partidos | Partidos  | Partidos | Puntos  | Puntos    | Puntos | Tabla de puntos |
| Lugar | Selección  | Jugados  | Ganados  | Empatados | Perdidos | A favor | En contra | dif.   | Tabla de puntos |
| ----- | ---------- | -------- | -------- | --------- | -------- | ------- | --------- | ------ | --------------- |
| 1     | Francia    | 4        | 4        | 0         | 0        | 52      | 30        | +22    | 8               |
| 2     | Irlanda    | 4        | 2        | 1         | 1        | 38      | 37        | +1     | 5               |
| 3     | Inglaterra | 4        | 1        | 2         | 1        | 37      | 40        | -3     | 4               |
| 4     | Gales      | 4        | 1        | 1         | 2        | 31      | 34        | -3     | 3               |
| 5     | Escocia    | 4        | 0        | 0         | 4        | 18      | 35        | -17    | 0               |

## Resultados
| 13 de enero | Escocia | 6 - 8 | Francia | Estadio Murrayfield, Edimburgo |  |

| 20 de enero | Inglaterra | 11 - 11 | Gales | Twickenham Stadium, Londres |  |

| 27 de enero | Francia | 16 - 6 | Irlanda | Stade Olympique Yves-du-Manoir, Colombes |  |

| 3 de febrero | Gales | 5 - 0 | Escocia | Cardiff Arms Park, Cardiff |  |

| 10 de febrero | Inglaterra | 9 - 9 | Irlanda | Twickenham Stadium, Londres |  |

| 24 de febrero | Francia | 14 - 9 | Inglaterra | Stade Olympique Yves-du-Manoir, Colombes |  |

| 24 de febrero | Irlanda | 14 - 6 | Escocia | Lansdowne Road, Dublín |  |

| 9 de marzo | Irlanda | 9 - 6 | Gales | Lansdowne Road, Dublín |  |

| 16 de marzo | Escocia | 6 - 8 | Inglaterra | Estadio Murrayfield, Edimburgo |  |

| 23 de marzo | Gales | 9 - 14 | Francia | Cardiff Arms Park, Cardiff |  |

## Premios especiales
- Grand Slam:  Francia
- Copa Calcuta:  Inglaterra